# Copitarsia extincta
Copitarsia extincta är en fjärilsart som beskrevs av J. Peter Maassen 1890. Copitarsia extincta ingår i släktet Copitarsia och familjen nattflyn. Inga underarter finns listade i Catalogue of Life.